# 伍尔索普庄园

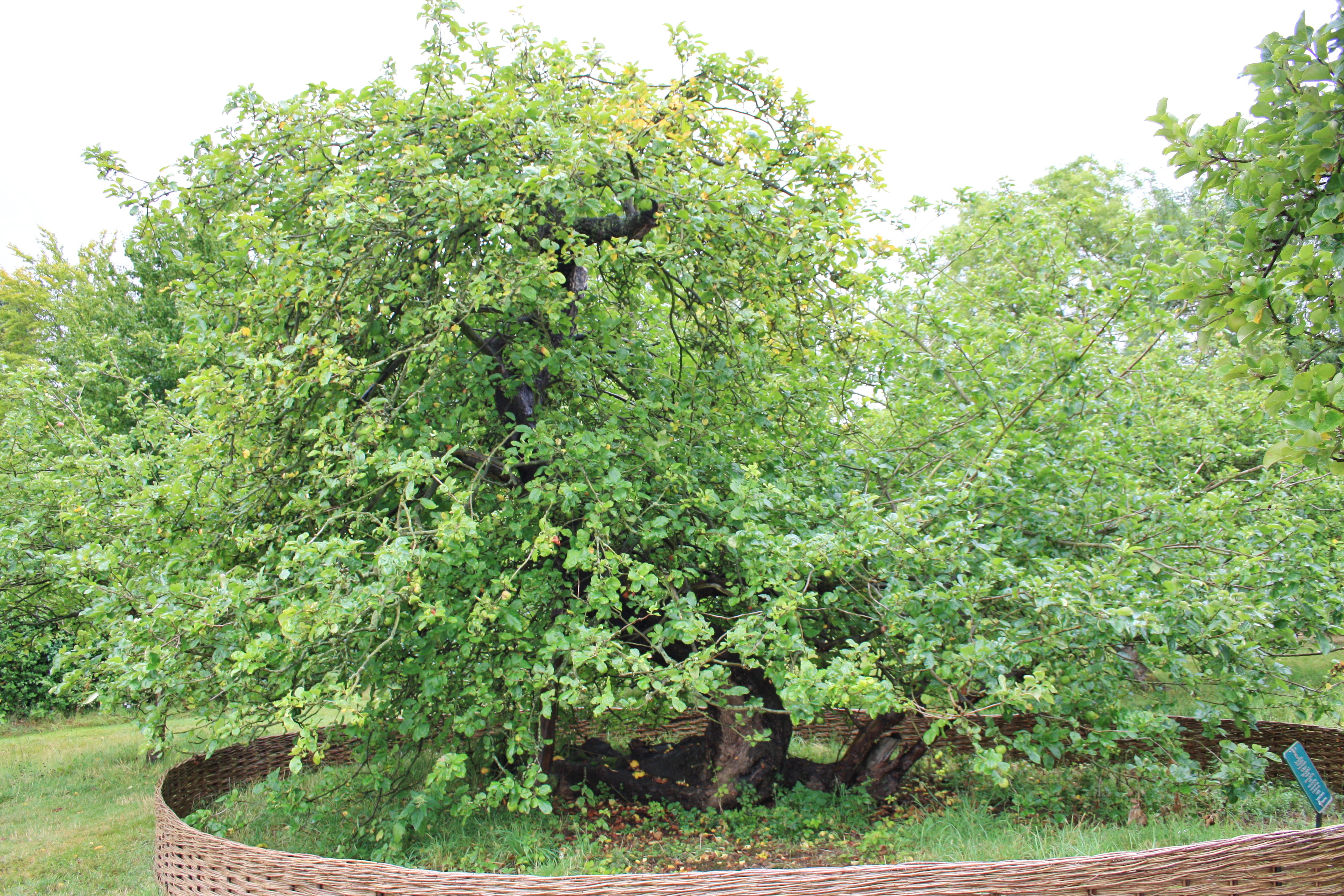
据说牛顿著名的苹果是从庄园的这棵树上掉下来的

伍尔索普庄园（Woolsthorpe Manor）是位于英格兰林肯郡格兰瑟姆附近科爾斯沃斯村畔伍爾索普的一座庄园，是艾萨克·牛顿的出生地和故居。牛顿于1642年12月25日（旧历）出生时，它是一个养羊的自耕农农庄。
1666年，当剑桥大学因倫敦大瘟疫而关闭时，牛顿回到这里并进行了许多实验，其中最著名的是他在光学方面的工作。
现在它属于英國國民信託，是一级登錄建築。全年向公众开放，以17世纪的原貌对外呈现。